# Обрестад, Аннетт
Аннетт Обрестад (Annette Obrestad, род. 18 сентября 1988 г.) — норвежский игрок в покер, самая молодая в истории победительница Мировой серии покера в Европе, в 2007 году ставшая одним из лучших в мире онлайн-игроков. Известна своим агрессивным стилем игры. Входит в профессиональную команду Full Tilt Poker. Обрестад начала играть в Интернете в возрасте пятнадцати лет под ником «Annette_15». Она одержала победы на нескольких турнирах, включая $500,000 турниры Pokerstars с призовыми 500 тыс. долларов, UltimateBet с призовыми 200 тыс. долларов и Full Tilt Poker (136 тыс. долларов), и входила в пятёрку лучших игроков Pocketfives.com. В сентябре 2007 года, за один день до девятнадцатилетия, она выиграла браслет Европейской серии покера и завоевала призовые в 1 млн. фунтов (7♥ 7♠ против 5♠ 6♦), причём ранее удачно выступила лишь на четырёх «живых» турнирах. В настоящее время считается лучшим норвежским игроком в списке попадающих в призы на «живых» турнирах. Из-за возрастных ограничений она не могла участвовать в Мировой серии покера до 2010 года. Аннет входит в топ-5 самых успешных игроков в покер среди женщин в мире вместе с такими чемпионками как Ванесса Зельбст, Кэти Либерт, Энни Дьюк и Ванесса Руссо.